# Musée de la photographie de Thessalonique
Le Musée de la photographie de Thessalonique (en grec moderne : Μουσείο Φωτογραφίας Θεσσαλονίκης) est un musée consacré à la photographie dans la ville de Thessalonique, en Macédoine-Centrale, Grèce.

## Historique
Une première collection photographique a été créée en 1987 par l'initiative privée de l'architecte et photographe Aris Georgiou, du photographe et ethnologue Yiannis Vanidis et de l'universitaire Apostolos Maroulis, devant servir de base à la création d'un futur musée de la photographie contemporaine.
En 1988 Aris Georgiou crée un festival consacré à la photographie, qui devient par la suite la biennale de photographie de Thessalonique, dont la 22e édition a été organisée de mai à août 2014 par le musée de la photographie, présentant dans une vingtaine de lieux à travers la ville plus de mille œuvres d'une centaine de photographes grecs et étrangers, en provenance de 23 pays.
En 1995, lorsque la ville de Thessalonique a été désignée « capitale culturelle de la Grèce », les autorités ont proclamé leur objectif de créer un musée de la photographie. Un comité consultatif a été mis en place sous la présidence de Yorgos Katzangelos. En 1997, le musée de la photographie de Thessalonique a été officiellement créé par la loi no 2557/97 de la République grecque, qui lui a reconnu la personnalité morale.
Mais ce n'est qu'en 1998 que le musée a été officiellement ouvert avec Giorgos Makris comme président et Aris Georgiou en tant que premier directeur. Il est installé dans un espace muséographique aménagé dans l'entrepôt no 1 du port de Thessalonique, à côté du musée du cinéma de Thessalonique. Il est rapidement devenu un élément de référence pour la culture et l'histoire de la ville, et pour la photographie en Grèce. De 2006 à 2014, l'ensemble des activités du musée ont attiré plus d'un million de personnes et le musée a produit ou accueilli plus de 360 expositions, présentées dans 26 villes en Grèce et à l'étranger.
Le 2 mai 2012, un incendie dans une société de stockage située à proximité se propage au musée et détruit partiellement la collection moderne du musée, notamment 1 985 œuvres de la collection d'artistes grecs et étrangers sur les 5 200 que celle-ci possédait à cette date. Selon la direction du musée, 95 % des œuvres endommagées ont pu être sauvées grâce à des techniques de restauration. La reconstruction du musée a été mise en œuvre en 2013, avec l'aide de l'ambassade de France et du musée de la photographie de Charleroi, en Belgique.
En septembre 2015, le musée de la photographie de Thessalonique présente une importante exposition coproduite avec le Palais des beaux-arts de Bruxelles (BOZAR, Centre for Fine Arts) et le Musée de la photographie des Pays-Bas (Nederlands Fotomuseum) de Rotterdam intitulée Visages. le portrait photographique en Europe depuis 1990, réunissant notamment des photographies de Tina Barney, Anton Corbijn, Denis Darzacq, Luc Delahaye, Rineke Dijkstra, Jitka Hanzlová, Alberto García-Alix, Boris Mikhailov, Jorge Molder, Anders Petersen, Paola De Pietri, Jorma Puranen, Thomas Ruff, Clare Strand, Beat Streuli, Thomas Struth, Juergen Teller, Manfred Willmann.
En juillet 2016, le musée s'associe au projet Urban Layers - New Paths in Photography organisé grâce à la coopération de six partenaires méditerranéens sous la direction du département Histoire, Société et Études humaines de l'université du Salente (Lecce, Italie) dans le cadre du programme Europe créative, par lequel l'Union européenne finance des projets de coopération culturelle. Ce projet pose la question du concept d'identité à un moment crucial du parcours de l'Union européenne, et aborde les interactions historiques entre les peuples de la Méditerranée dans un véritable carrefour photographique des cultures.
Depuis 2017 et la création de l'Organisation métropolitaine des musées d'arts visuels de Thessalonique (MOMus, en grec moderne : Μητροπολιτικός Οργανισμός Μουσείων Εικαστικών Τεχνών Θεσσαλονίκης), l'institution a pris le nom officiel de « MOMus – Musée de la photographie de Thessalonique ».

## Objectifs
Le musée a pour mission de collecter des photographies, en particulier des photographies historiques et artistiques de la Grèce, d'organiser des expositions et des événements pour montrer la collection du musée, de collaborer avec d'autres organismes similaires et de publier des livres sur la photographie.
Le musée publie régulièrement des livres, souvent en lien avec les expositions qu'il présente, comme 10 aspects de la photographie hellénique. Tendances récentes de la création (1995 - 2008), catalogue de l'exposition conçue par Vangelis Ioakimidis, Photographies de Thessalonique d'Aris Georgiou, Instantanés - photographies 1967-1974 de Dimitris Soulas ou encore Formes et ombres du théâtre de Costas Ordolis.
Au-delà de l'aspect purement muséal de son activité (collecte, conservation et étude d'œuvres photographiques) et de l'édition de livres, le musée organise diverses activités (programmes d'éducation, des visites, des expositions, des conférences, etc.) et festivals pour la promotion et la visibilité de la photographie.

## Collection
Le musée possède notamment les archives du photographe Socrates Iordanides, portant sur les thèmes de l'actualité des années 1950, 1960 et 1970, de la mode et des paysages urbains. Il s'apprête à acquérir une collection rassemblant des photographies de 39 photographes grecs contemporains, ainsi que les archives du photographe Giannis Stylianos.
Parmi les photographes étrangers, dont le musée possède des œuvres, on peut citer : Vasco Ascolini, Jean-François Bauret, Frédéric Boissonnas, Luc Choquer, Carl De Keyzer, San Damon, Gilles Ehrmann, Bruce Gilden, Richard Kalvar, Josef Koudelka, Roland Laboye, Joel Meyerowitz, Claude Nori, Tod Papageorge, Bernard Plossu, Miguel Rio Branco, Alex Webb, Patrick Zachmann.

## Galerie

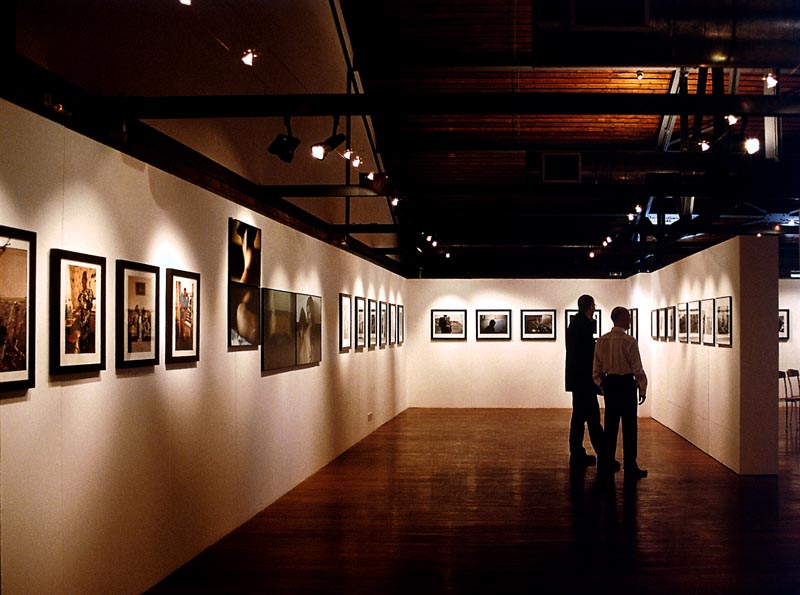
Exposition Sigiria.
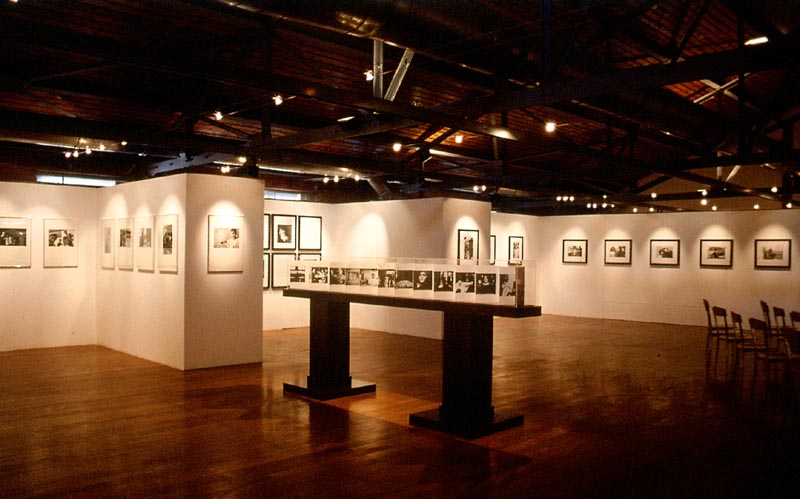
Exposition Sigiria.